# Leksikon (lingvistik)
 For alternative betydninger, se Leksikon (flertydig). (Se også artikler, som begynder med Leksikon)
Indenfor lingvistikken er et leksikon et sprogs beholdning af leksemer. Ordet stammer fra græsk λεξικόν (lexicon), neutrum af λεξικός (lexikos) der betyder "af eller for ord."
Vilkårligheden i et givent sprogs tegn nødvendiggør et ordforråd af en vis størrelse for at kunne kommunikere effektivt, og mængde af vilkårlige tegn, der er forbundne til specifikke betydninger i et sprog kaldes sprogets leksikon. Ikke alle betydninger i et sprog er repræsenterede af enkelte ord - semantiske begreber er ofte indlejrede i sprogets morfologi eller syntaks i form af grammatiske kategorier.